# Clio Cup Bohemia
Der Clio Cup Bohemia war ein deutsch-tschechischer Markenpokal bzw. eine Motorsport-Rennserie, die von 2011 bis 2013 ausgetragen wurde. Die Rennen fanden im Rahmen unterschiedlicher Serien und Veranstaltungen statt, darunter bei der DTM, Truck GP, Tourenwagen-Weltmeisterschaft und beim 24h-Rennen. Die Nachfolgemeisterschaft Clio Cup Central Europe startet ab 2014.

## Geschichte
Die Rennserie wurde gegründet und organisiert von Renault Sport Deutschland und Krenek Motorsport. Der Cup wurde von 2011 nur für drei Jahre ausgeschrieben. In diesen drei Jahren waren insgesamt 71 Rennfahrer aus 12 Nationen in 29 Teams am Start.

## Technisches Reglement
Zugelassen waren Renault Clio Fahrzeuge mit dem Baujahr 2006 bis 2013 mit Karosserie - KIT Phase II, ab 2013 mussten gemäß der Definition im technischen Reglement des CCB, der Nomenklatur, dem Reparaturhandbuch und den während der Saison 2013 anfallenden technischen Bulletins. Im Fahrzeug musste ein ab Werk eingebauter Feuerlöscher vorhanden sein, der Fahrer war für die Instandhaltung selbst verantwortlich. Es dürfte nur der neue Motor F4R 832 und der alte Motor F4R 830 verwendet werden, außerdem musste der Motor verplombt sein. Das Mindestfahrzeuggewicht betrag 1060 kg und das Mindestrenngewicht von 1140 kg plus Fahrer. Das Getriebe musste in allen Punkten den aktuellen Nomenklatur entsprechen. Die Rennreifen kamen vom Hersteller Dunlop.

## Sportliches Reglement
Das Mindestalter war 16 Jahre. Teilnahmeberechtigt waren Fahrer mit einer gültigen nationalen A-Lizenz des ACCR oder einer anderen der FIA angeschlossenen nationalen Sportbehörde für alle anderen Veranstaltungen, die bei der Clio Cup Bohemia Organisation gemäß den Einschreibebedingungen eingeschrieben sind und die Einschreibegebühren entrichtet haben. Zugelassen wurden auch Gaststarter und sind voll punkte berechtigt gewesen. Es durften am Saisonfinale keine Gaststarter mehr zugelassen werden, außer die haben sich beim Clio Cup Bohemia eingeschrieben oder sind in der Saison als Gaststart gestartet.
Am Rennwochenende fand ein 60-minütiges freies Training statt, das in zwei 30-Minuten-Abschnitte unterteilt ist. Danach wurde ein 30-minütiges Qualifying gefahren, die Startaufstellung ergibt sich aus dem Qualifying. Es wurden zwei Wertungsläufe à 30 Minuten ausgetragen. Eine Ausnahme gab es beim 24-Stunden-Rennen, bei dem nur ein Wertungslauf ausgetragen wurden. Die Startaufstellung für den zweiten Wertungslauf ergab sich aus dem Ergebnis des ersten, wobei die ersten fünf bis zehn Fahrer der Gesamtwertung starten in umgekehrten Reihenfolge ins zweite Rennen starteten. Es wurden seit der ersten Saison 2011 Fahrerpunkte vergeben. Ab Saison 2012 wurden zusätzlich Punkte für Daltec Junior, Sparco Gentleman und Nation Punkte vergeben. Die Rennen wurden üblicherweise durch einen stehenden Start begonnen.

## Punktevergabe
In der Saison 2011 wurden für die Plätze 1 bis 10 Punkte in folgender Reihenfolge vergeben: (ohne Streichresultat): 
| Position | 1. | 2. | 3. | 4. | 5. | 6. | 7. | 8. | 9. | 10. |
| -------- | -- | -- | -- | -- | -- | -- | -- | -- | -- | --- |
| Punkte   | 20 | 16 | 13 | 11 | 9  | 7  | 5  | 3  | 2  | 1   |

In der Saison 2012 und 2013 wurden für die Plätze 1 bis 20 Punkte in folgender Reihenfolge vergeben (mit Streichresultat):
| Position | 1. | 2. | 3. | 4. | 5. | 6. | 7. | 8. | 9. | 10. | 11. | 12. | 13. | 14. | 15. | 16. | 17. | 18. | 19. | 20. |
| -------- | -- | -- | -- | -- | -- | -- | -- | -- | -- | --- | --- | --- | --- | --- | --- | --- | --- | --- | --- | --- |
| Punkte   | 30 | 24 | 20 | 17 | 16 | 15 | 14 | 13 | 12 | 11  | 10  | 9   | 8   | 7   | 6   | 5   | 4   | 3   | 2   | 1   |

Außerdem wurden 2 Punkte für schnellste Trainingszeit und 1 Punkt für schnellste Rennrunde vergeben.

## Rennstrecken
Von der ersten Saison 2011 bis 2013 wurde auf folgenden Rennstrecken gefahren: Hockenheimring, Slovakiaring, Nürburgring, Oschersleben, Most, Brünn. 2012 wurde zusätzlich auf dem Red Bull Ring und 2013 auf dem EuroSpeedway gefahren.

## Gesamtsieger
| Jahr | Meister                | Zweiter         | Dritter       | Daltec Junior     | Sparco Gentleman | Nationen    |
| ---- | ---------------------- | --------------- | ------------- | ----------------- | ---------------- | ----------- |
| 2011 | Reto Wüst              | Miroslav Hornak | Jan Kisiel    | -                 | -                | -           |
| 2012 | Marc-Uwe von Niesewand | Jan Kisiel      | Daniel Hadorn | Jan Kisiel        | Daniel Hadorn    | Deutschland |
| 2013 | Dino Calcum            | Tomas Pekar     | Pascal Eberle | Julien Schlenther | Rene Leutenegger | Schweiz     |